# Internet Explorer歷史

Internet Explorer的市場佔有率，1994年─2017年

本文介绍的是Internet Explorer的发展历程。这是一个图形化的网页浏览器，由Microsoft公司开发，包含11个主要的软件版本。Internet Explorer可运行于Microsoft Windows下，但有些版本也包含Apple Macintosh版本，详细信息请参考Internet Explorer for Mac。对于UNIX版本，请参见Internet Explorer for UNIX，对于移动设备版本，例如Windows CE、Windows Mobile和Windows Phone，请参见Internet Explorer Mobile。

## 起源和Spyglass（1994-1997年）
第一款Internet Explorer源自Spyglass開發的Mosaic，而最初的Mosaic则源自NCSA，不过自从NCSA成为公共机构后，Microsoft依賴Spyglass作为自己的商业授權合作伙伴。随后Spyglass开发了两个版本的Mosaic浏览器交付給Microsoft，一個完全基于NCSA的源代码构建，而另一个版本则是从头开始开发的，不过模仿了NCSA浏览器的一些概念。Internet Explorer最初是採用Spyglass，而非NCSA的源代码构建的，Microsoft提供了Spyglass（以及NCSA）每季度一次的资金，外加Microsoft在软件上的部分收入。
随后该软件通过修改，作为Internet Explorer发布。Microsoft最初于1995年8月发布了Internet Explorer 1.0，该软件分为两种形式：Windows 95零售版包含的附加元件Microsoft Plus!，以及通过Windows 95的OEM渠道同时发布。稍后几个月内，针对Windows NT发布了1.5版本，该版本对表格渲染提供了基本支持，这是一种很重要的早期Web标准。2.0版在1995年11月针对Windows 95和Windows NT同时发布，支持的功能包括SSL、Cookie、VRML，以及Internet 新闻组。2.0版还在1996年4月发布了针对Macintosh以及Windows 3.1的版本。同时第二版还包含在Microsoft于1996年上半年发布的Internet Starter Kit for Windows 95中，该软件售价19.99美元，其中包含一本操作指南图书，30天的MSN上网服务，外加其他一些功能。
Internet Explorer 3.0 1996年8月免费发布，该版本包含在Windows 95中，同时也由对应的OEM渠道发布。随后Microsoft已经无法通过IE直接获得收益，同时也只向Spyglass支付最低额度的季费。1997年，Spyglass用合约威胁Microsoft，作为回应，Microsoft用八百万美元解决了问题。第三版中包含了Internet Mail and News 1.0，以及Windows地址簿，另外这个版本还让该浏览器中出现了更类似Netscape的工具栏，并开始支持Netscape的插件技术（NPAPI）、ActiveX、框架，以及一种名为JScript的反向汇编版本的JavaScript。随后，Microsoft NetMeeting和Windows Media Player也被包含到该产品中，这样輔助程序已经变得不再像以前那么重要了。层叠样式表（CSS）也是从第三版开始包含在Internet Explorer中。

## 浏览器大戰（1997-2001年）
第四版发布于1997年9月，是包含在最新的测试版Windows 98发布的，并且通过修改，也能够和Microsoft Windows更紧密地捆绑在一起。该版本中包含了一个选项，可用于启用「活动桌面」，这个功能可将万维网内容直接显示在桌面上，并可在内容有变动时立刻更新，另外用户还可以选择其他页面作为活动桌面内容使用。「活動頻道」技术也在此时出现，该技术可自动获取来自网站的信息更新。该技术基于一种名为频道定义格式（CDF）的XML标准，该技术可以看作是当前使用的Web聚合格式，例如RSS等的先驱。该版本可运行于Windows 95、Windows 98以及Windows NT，另外还可直接从Internet免费下载。该版本开始支持动态HTML（DHTML），同时开始捆绑Outlook Express 4.0，并用该软件取代了老版本中包含的Microsoft Internet Mail & News产品。第五版发布于1999年3月，这是在Microsoft于1998年底发布测试版Internet Explorer 5.0后更新的。对雙向文稿、旁注标记以及直接XML／XSLT等功能的支持也是从这个版本开始的，另外这个版本还改善了对CSS Level 1和2的支持。Internet Explorer 5的真正发布可分为三个阶段，首先，1998年6月发布了一个开发人员预览版（5.0B1），随后在1998年11月发布了公众预览版（5.0B2），最后在1999年3月发布了最终版（5.0）。9月，该软件随着Windows 98一起发布，第五版是最后一个可用于Windows 3.1x或Windows NT 3.x的版本。随后，还在2000年7月发布了针对Windows Me的Internet Explorer 5.5，该版本中包含很多错误修复和安全更新。5.5版是最后一个包含兼容性模式功能的版本，该功能可让Internet Explorer 4与5.x版本同时运行。对于IE6，则包含一种奇怪的模式，可使得IE 6表现得类似IE5.5。第六版和Windows XP一起于2001年8月27日发布，该版本重点关注于隐私和安全功能，因为这些问题是用户最关心的。Microsoft还提供了用于支持P3P的工具，这是一种由W3C开发的技术。

### 美國訴微軟案
在一次由美国司法部和20个美國州份发起的法律诉讼中，Microsoft被控告违反了一则早期的同意令，将Internet Explorer与操作系统软件捆綁在了一起。司法部采纳的证据表明Microsoft与OEM计算机制造商的契约要求将Internet Explorer和自己销售的系统中预装的Microsoft Windows操作系统捆绑在一起，并且还不允许制造商将其他网页浏览器的图标放在默认桌面上取代Internet Explorer。Microsoft主张将自己的网页浏览器捆绑到自己的操作系统中是为了满足用户的要求。
Microsoft在法庭上辩称，IE被捆绑在Windows 98中，而Windows 98无法在不包含该软件的情况下正常使用。澳大利亚的计算机科学家謝恩·布魯克斯（Shane Brooks）则在稍后时间证明了Windows 98在删除所有IE文件后完全可以运行。布魯克斯随后还开发了专门通过删除“不需要的组件”对Windows进行定制的软件，该软件被称作是LitePC （页面存档备份，存于）。Microsoft则说这个软件并未删除Internet Explorer的全部组件，因为还留下了很多动态链接库文件。
2000年4月3日，法官杰克逊宣布了事实证据说Microsoft滥用了自己的垄断地位，企图「劝阻Netscape将Navigator作为平台来开发」，并「隐瞒了关键技术信息」，同时还企图利用「赠送Internet Explorer，以获得更好的使用率」以及「将Netscape排除在重要的发布渠道之外」降低Netscape的市場佔有率。

## 漏洞和安全隱患（2001-2006年）
2003年5月7日，Internet Explorer專案管理──布賴恩·康特里曼（Brian Countryman）宣布Internet Explorer將會終止與作業系統一併發放，IE 6是最後一個獨立發放的版本。但是，它仍然是作業系統演進的一部份，並且會隨著作業系統的更新一併被更新。因此，Internet Explorer與Windows將會保持著密切的同步更新關係。可是，一個全新的獨立版本IE 7卻於其宣布後發布。

## 延伸閱讀
- . Windows History: Internet Explorer History.   [May 12, 2005]. （原始内容存档于2003-07-04）.
- . How to determine which version of Internet Explorer is installed.   [November 6, 2005]. （原始内容存档于2006-02-15）.
- . Browser History: Windows Internet Explorer.   [May 12, 2005]. （原始内容存档于2019-09-01）.
- . Windows Vista & IE7 Beta 1 Available.   [July 27, 2005]. （原始内容存档于2010-04-11）.
- . Standards and CSS in IE.   [July 29, 2005]. （原始内容存档于2011-08-25）.
- . IE7 Is Coming This Month.   [October 9, 2005]. （原始内容存档于2006-10-26）.
- . IE7 Platforms And Outlook Express.   [May 12, 2005]. （原始内容存档于2010-02-26）.
- . RSA Conference 2005 - Gates Highlights Progress on Security, Outlines Next Steps for Continued Innovation.   [May 12, 2005]. （原始内容存档于2005-06-02）.